# Actrius Quatre Dan
L'expressió actrius Quatre Dan (xinès simplificat: 四旦, pinyin: Sì dàn, xinès simplificat: 四大名旦, pinyin: sì dàmíng dàn, xinès simplificat: 四小名旦, pinyin: sì xiǎo míng dàn, xinès simplificat: 四大花旦, pinyin: sì dà huādàn, xinès simplificat: 四小花旦, pinyin: sì xiǎo huādàn) s'utilitza per a definir a les quatre actrius més rendibles de la Xina. El Guangzhou Ribao va utilitzar per primera vegada el terme el juliol del 2000 per referir-se a les actrius Zhang Ziyi, Zhao Wei, Zhou Xun i Xu Jinglei, quan totes tenien una edat pels volts dels 20 anys. L'expressió va guanyar un ús generalitzat a la Xina després d'una sèrie d'entrevistes amb elles per Southern Metropolis Daily des de desembre de 2001 fins a gener de 2002. Els mitjans de comunicació han fet repetits esforços per escollir les "Noves actrius Quatre Dan" des d'aleshores, però l'acceptació i el reconeixement de les noves llistes no han tingut un nivell d'acceptació semblant al de les quatre actrius originals.
Originalment, un dan era un actor masculí que interpretava un personatge femení principal a l'òpera de Beijing. El terme "Quatre Dan" es va encunyar per primera vegada a la dècada del 1920 per referir-se a quatre actors populars de dan: Mei Lanfang, Cheng Yanqiu, Shang Xiaoyun i Xun Huisheng.

## Les actrius Quatre Dan

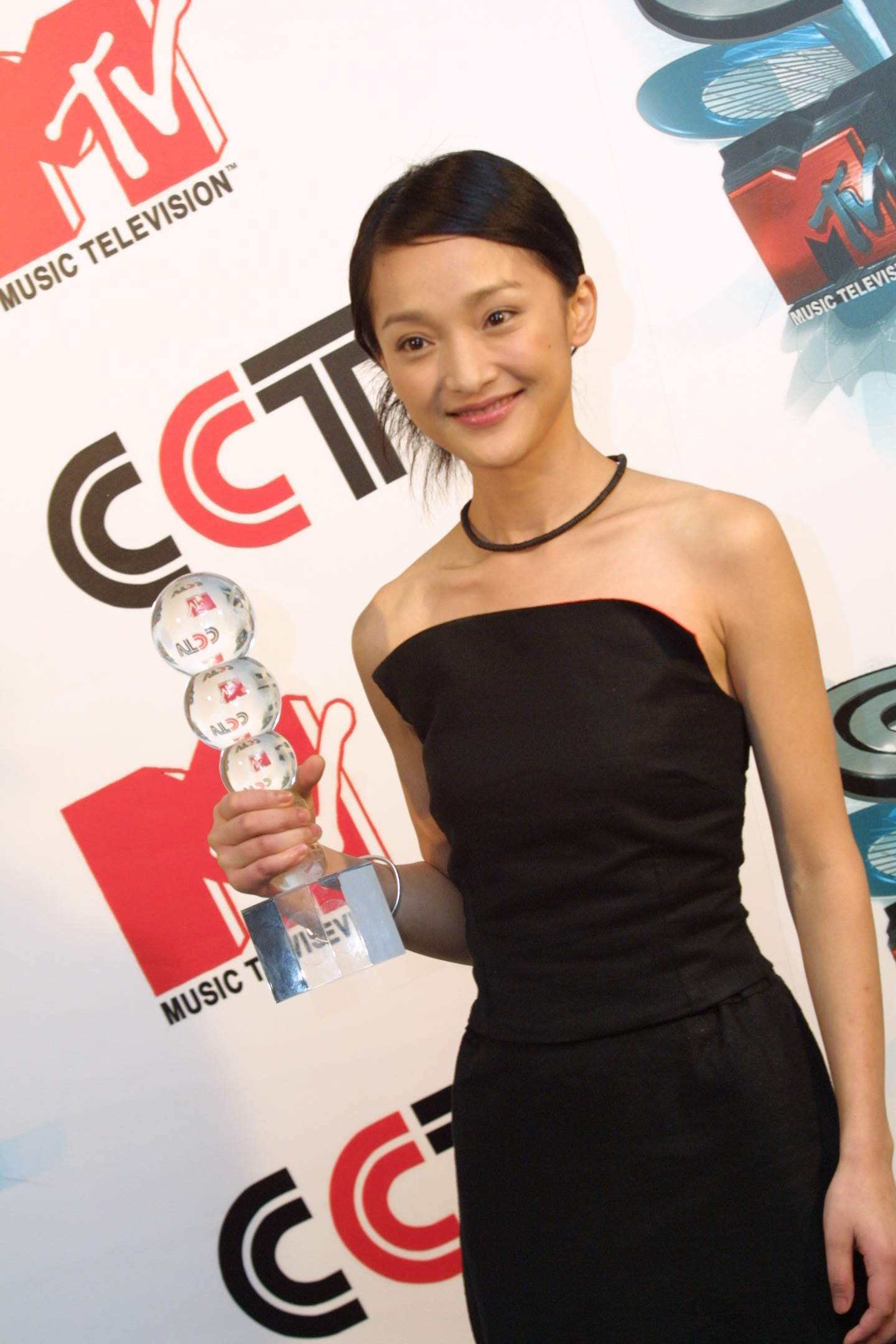
Zhou Xun el 2002.

- Xu Jinglei (nascuda el 1974), graduada a l'Acadèmia de Cinema de Pequín, va guanyar fama amb A Sentimental Story (sèrie de televisió de 1997) i Cherish Our Love Forever (sèrie de televisió de 1998)
- Zhou Xun (nascuda el 1974), graduada a l'Escola d'Art de Zhejiang, va guanyar fama gràcies al Palau del Desig (sèrie de televisió del 2000) i El riu Suzhou (pel·lícula del 2000)
- Zhao Wei (nascuda el 1976), graduada a l'Acadèmia de Cinema de Pequín, va guanyar fama a través de My Fair Princess (sèrie de televisió 1998–1999)
- Zhang Ziyi (nascuda el 1979), graduada a l'Acadèmia Central de Drama, va guanyar fama amb The Road Home (pel·lícula de 1999) i Crouching Tiger, Hidden Dragon (pel·lícula de 2000)

El grup era conegut originalment en xinés com "Les xicotetes actrius dels quatre dan" (xinès simplificat: 四小花旦, pinyin: Sì xiǎo huādàn), en comparació amb els actors de quatre dan de l'òpera de Beijing dels anys vint. Amb el pas del temps, el grup es coneix actualment com "Les grans actrius quatre dan" (xinès simplificat: 四大花旦, pinyin: sì dà huādàn), en comparació amb les actrius més joves posteriors.
A voltes s'inclou en el grup a Li Bingbing (nascuda el 1973) i Fan Bingbing (nascuda el 1981), dos graduades de l'Acadèmia de Teatre de Shanghai que van guanyar fama poc després del quartet original, a principis dels anys 2000, i són esmentades conjuntament com "Les quatre actrius dan i les dos bing" (xinès simplificat: 四旦双冰, pinyin: Sì dàn shuāng bīng). Shu Qi (nascuda el 1974), una actriu taiwanesa i hongkonesa que va guanyar fama al cinema de Hong Kong de finals dels anys 90, i Tang Wei (nascuda el 1979), graduada de l'Acadèmia Central de Drama que va guanyar fama amb Lust, Caution (2007), també van ser afegides a la llista, com "Quatre Dan, Dos Bing, Una Shu i Una Tang" (xinès simplificat: 四旦双冰一舒一汤, pinyin: Four Dan Double Ice One Shu One Soup).

## Noves actrius Quatre Dan i flors del 85

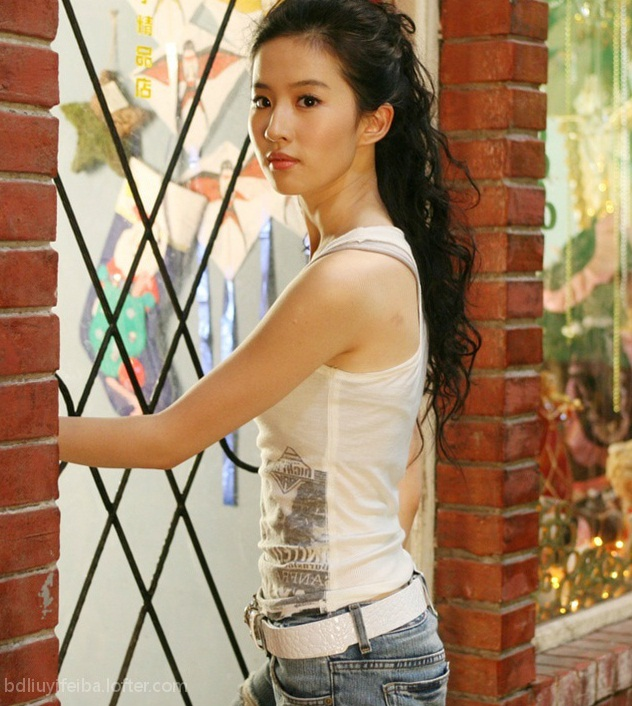
Liu Yifei, el 2008.

Des del 2005, els mitjans de comunicació han intentat trobar les noves actrius Quatre Dan (xinès simplificat: 新四小花旦, pinyin: Xīn sì xiǎo huādàn), elaborant diferents llistes.
Versió de 2009 de Tencent:
- Huang Shengyi (nascuda el 1983), graduada a l'Acadèmia de Cinema de Pequín, va guanyar fama amb Kung Fu Hustle (pel·lícula de 2004) i Fairy Couple (sèrie de televisió de 2007).
- Wang Luodan (nascuda el 1984), graduada a l'Acadèmia de Cinema de Pequín, va guanyar fama a través de Struggle (sèrie de televisió de 2007) i My Youthfulness (sèrie de televisió de 2009).
- Yang Mi (nascuda el 1986), graduada a l'Acadèmia de Cinema de Pequín, va guanyar fama amb The Return of the Condor Heroes (sèrie de televisió de 2006) i Chinese Paladin 3 (sèrie de televisió de 2009).
- Liu Yifei (nascuda el 1987), graduat a l'Acadèmia de Cinema de Pequín, va guanyar fama amb The Story of a Noble Family (sèrie de televisió de 2003) i Demi-Gods and Semi-Devils (sèrie de televisió de 2003).

Versió de 2013 de Southern Metropolis Entertainment Weekly:
- Yang Mi (nascuda el 1986), graduada a l'Acadèmia de Cinema de Pequín, va guanyar fama a través de Palace (sèrie de televisió del 2011).
- Liu Shishi (nascuda el 1987), graduada a l'Acadèmia de Dansa de Beijing, va guanyar fama a través de Scarlet Heart (sèrie de televisió del 2011).
- Ni Ni (nascuda el 1988), graduat a la Universitat de Comunicació de la Xina, Nanjing, va guanyar fama a través de The Flowers of War (pel·lícula de 2011).
- Angelababy (nascuda el 1989), va guanyar fama gràcies al modelatge i Love in Space (pel·lícula del 2011).

Tiffany Tang (nascuda el 1983), graduada a l'Acadèmia Central de Drama, i Zhao Liying (nascuda el 1987) van tindre nivells d'èxit similars a partir del 2013. Juntament amb Liu Yifei, ara s'associen habitualment amb les noves actrius Quatre Dan de la llista del 2013, conegudes juntes com les "flors del '85" (85花).

## Noves actrius Four Dan de la generació "post-90".

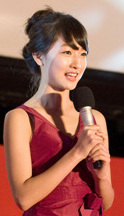
Zhou Dongyu (2010).

L'agost de 2016, Southern Metropolis Daily va realitzar una enquesta entre 173 milions de cibernautes i 110 professionals de mitjans i de la indústria. Després d'una sèrie de votacions, es van escollir quatre actrius nascudes després de 1990 (xinès simplificat: 90后四小花旦, pinyin: 90 Hòu sì xiǎo huādàn).
- Zheng Shuang (nascuda el 1991), graduada a l'Acadèmia de Cinema de Pequín, va guanyar fama amb Meteor Shower (sèrie de televisió del 2009)
- Zhou Dongyu (nascuda el 1992), graduada a l'Acadèmia de Cinema de Pequín, va guanyar fama amb Under the Hawthorn Tree (pel·lícula del 2010)
- Yang Zi (nascuda el 1992), graduada a l'Acadèmia de Cinema de Pequín, va guanyar fama amb Home with Kids (comèdia de situació del 2004) i Battle of Changsha (sèrie de televisió del 2014)
- Guan Xiaotong (nascuda el 1997), graduada a l'Acadèmia de Cinema de Pequín, va guanyar fama amb The Left Ear (pel·lícula del 2015) i To Be a Better Man (sèrie de televisió del 2016).

## Noves actrius Quatre Dan de la generació "post-95".

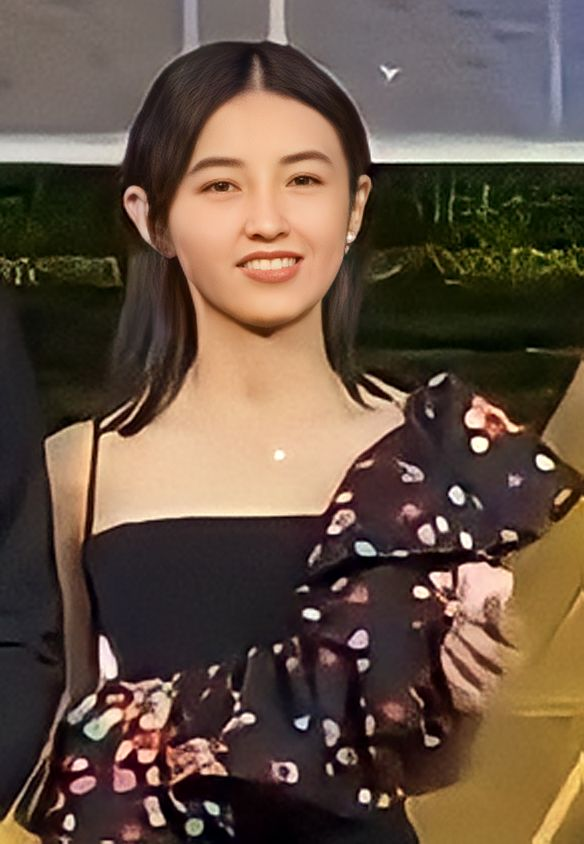
Zhang Zifeng (2019).

Des del 2018, els mitjans de comunicació han fet esforços per escollir "les actrius New Four Dan" entre les que van nàixer a partir del 1995 (xinès simplificat: 95后四小花旦, pinyin: 95 Hòu sì xiǎo huādàn).
Versió de 2018 de Sohu Entertainment:
- Zhang Zifeng (nascuda el 2001), estudiant de l'Acadèmia de Cinema de Beijing, va guanyar fama a través de Aftershock (pel·lícula del 2010) i Go Brother! (pel·lícula del 2018)
- Vicky Chen (nascuda el 2003), estudiant de la Central Academy of Drama, va guanyar fama amb Angels Wear White (pel·lícula del 2017) i The Bold, the Corrupt, and the Beautiful (pel·lícula del 2017)
- Guan Xiaotong (nascut el 1997), graduat a l'Acadèmia de Cinema de Pequín, va guanyar fama amb The Left Ear (pel·lícula del 2015) i To Be a Better Man (sèrie de televisió del 2016)
- Ouyang Nana (nascuda el 2000), violoncel·lista i actriu taiwanesa, estudiant del Berklee College of Music, va guanyar fama a través de Beijing Love Story (pel·lícula del 2014).[15][16]

Versió de 2018 per CCTV-6:
- Zhang Zifeng (nascuda el 2001), estudiant de l'Acadèmia de Cinema de Beijing, va guanyar fama a través de Aftershock (pel·lícula del 2010) i Go Brother! (pel·lícula del 2018)
- Vicky Chen (nascuda el 2003), estudiant de la Central Academy of Drama, va guanyar fama amb Angels Wear White (pel·lícula del 2017) i The Bold, the Corrupt, and the Beautiful (pel·lícula del 2017)
- Guan Xiaotong (nascuda el 1997), graduada a l'Acadèmia de Cinema de Pequín, va guanyar fama amb The Left Ear (pel·lícula del 2015) i To Be a Better Man (sèrie de televisió del 2016)
- Zhang Xueying (nascuda el 1997), graduat a l'Acadèmia Central de Drama, va guanyar fama gràcies a Einstein and Einstein (pel·lícula de 2013)

Versió de 2022 de Sina Entertainment:
- Zhao Lusi (nascuda el 1998), graduat a la Universitat de MingDao, va guanyar fama amb Untouchable Lovers (sèrie de televisió del 2018) i Love Like the Galaxy (sèrie de televisió del 2022).
- Yu Shuxin (nascuda el 1995), graduat al LASALLE College of the Arts, va guanyar fama a través de Youth With You 2 (programa de talents del 2018) i Love Between Fairy and Devil (sèrie de televisió del 2022).
- Song Zu'er (nascuda el 1998), graduada a l'Acadèmia de Cinema de Pequín, va guanyar fama a través de Divas Hit the Road 3 (reality show del 2017) i The Bond (sèrie de televisió del 2021).
- Guan Xiaotong (nascuda el 1997), graduada a l'Acadèmia de Cinema de Pequín, va guanyar fama amb The Left Ear (pel·lícula del 2015) i To Be a Better Man (sèrie de televisió del 2016).

## Reconeixements semblants
Els mitjans xinesos han fet esforços similars per triar els "Quatre actors Sheng" (xinès simplificat: 四大小生, pinyin: Four little students), però l'acceptació i el reconeixement de les llistes no han coincidit amb els de les actrius Quatre Dan. La versió més popular dels "Quatre actors Sheng" inclou Chen Kun, Deng Chao, Liu Ye i Huang Xiaoming, que ara són coneguts en xinés com "Quatre actors Sheng de mitjana edat" (xinès simplificat: 四大中生, pinyin: Sì dà zhōng shēng).
A més, a principis de la dècada del 1990, les estrelles masculines més populars de Hong Kong van ser denominades col·lectivament com els "Quatre Reis Celestials" (Andy Lau, Jacky Cheung, Aaron Kwok i Leon Lai). Més tard, Taiwan també va presentar quatre ídols masculins anomenats "Quatre reis celestials més joves" (Alec Su, Nicky Wu, Jimmy Lin i Takeshi Kaneshiro).